# Macginitiea
Macginitiea — вимерлий рід із родини платанових, починаючи від пізнього палеоцену до пізнього еоцену Північної Америки, відомий із формації Кларно в центральному Орегоні. Рід строго використовується для опису листя, але було виявлено в тісному зв'язку з іншими викопними платаноїдними органами, які разом використовувалися для реконструкцій цілих рослин. Macginitiea та пов’язані з нею органи важливі, оскільки разом вони складають одну з найбільш добре задокументованих і повсюдно поширених викопних рослин, особливо в палеогені Північної Америки.
Оскільки палеоботанічний матеріал часто зустрічається в розрізненому вигляді, різні назви видів часто використовуються для позначення різних органів (наприклад, листя, плоди, деревина), навіть якщо ці органи могли належати одній рослині. Коли ці види органів розглядають разом як цілу рослину, дослідження називається реконструкцією цілої рослини.
Найдавніші певні випадки появи Macginitiea спостерігалися у флорі Комстока південної частини долини Вілламетт, штат Орегон, вік якої був меншим за 38–40 мільйонів років (бартонський період), хоча подібний вік спостерігається по всій північно-західній частині Тихого океану з появами близько 38–39 млн років.

## Опис
Листя Macginitiea легко впізнати за трьома-дев’ятьма рівновіддаленими пальчастими частками. Як і інші Platanaceae, Macginitiea має палінактинодромне первинне жилкування, тип жилкування, при якому первинні жилки розгалужуються кілька разів. Macginitiea також має роздуту основу листкової ніжки, яка у сучасних екземплярів охоплює підлягаючі пазушні бруньки на наступний рік, що вказує на їх листопадний характер. Розгалуження первинних вен часто відбувається базально, а не супрабазально (як це зустрічається у деяких сучасних видів). Хоча вторинні жилки сучасних Platanus зазвичай прямі, вторинні жилки Macginitiea настільки правильні та помітні порівняно з іншими платаноїдами, що цей впізнаваний візерунок «шеврон» вважається основною характеристикою виду. Краї зазвичай цілі у всіх видів Macginitiea, але іноді можуть мати дрібні зубці.
Macginitiea відрізняється від сучасного Platanus часто більшою кількістю часток і вужчим кутом між суміжними первинними жилками.
Різні види Macginitiea можна розрізнити на основі глибини частки, розміру шевронів, поширеності зубців і частково кількості часток. Всього описано 5 видів листя Macginitiea:
- M. nobilis — палеоцен, Альберта, Канада.
- M. gracilis — еоцен, Вашингтон, Західні США
- M. angustiloba — еоценова формація Кларно, Орегон
- M. wyomingensis — формація Грін-Рівер середнього еоцену, захід США
- M. whitneyi — крейдяні кручі раннього еоцену, Каліфорнія